# Hermanus Koekkoek de Jonge
Hermanus Koekkoek de Jonge (Amsterdam, 8 december 1836 - Londen, mei 1909) was een Nederlands kunstschilder, vooral bekend om zijn zeegezichten. Hij werkte ook onder de pseudoniemen Jan van Couver en Louis van Straaten.

## Telg uit schildersgeslacht
Hermanus Koekkoek de Jonge maakte deel uit van het bekende schildersgeslacht Koekkoek. Hij was de kleinzoon van Johannes Hermanus Koekkoek, neef van de bekende landschapschilder Barend Cornelis Koekkoek en zoon van diens broer Hermanus Koekkoek de Oude (1815-1887). Zijn zoon Stephen Robert Koekkoek (1887-1934) koos ook voor het schildersvak.

## Leven en werk
Hermanus Koekkoek de Jonge werd, net als zijn broers Willem, Johannes Hermanus Barend en Barend Hendrik, opgeleid door zijn vader, die zich toen net in Amsterdam had gevestigd. In de jaren 1860 reisde hij regelmatig naar Londen, om zich er in 1869 definitief te vestigen. Hij dreef er met veel succes een kunsthandel en verkocht, naast eigen werk, met name ook veel schilderijen van zijn familieleden. Met name de grote populariteit van zijn oom Barend Cornelis in Engeland was in belangrijke mate aan hem te danken.
Als kunstschilder richtte hij zich vooral op zee-, rivier- en strandgezichten, in de romantische-realistische stijl die ook het werk van de meeste van zijn familieleden kenmerkte. Hij had een voorkeur voor scènes waarbij schepen op de onstuimige golven druk doende waren koers te houden. Zijn latere werk is minder romantisch en vertoont nadrukkelijk invloeden van de Haagse School. In zijn Londense periode werkte hij vaak onder de pseudoniemen Jan van Couver en Louis van Straaten. Hij werkte regelmatig samen met kunstschilder Lion Schulman (1851-1943).

## Galerij

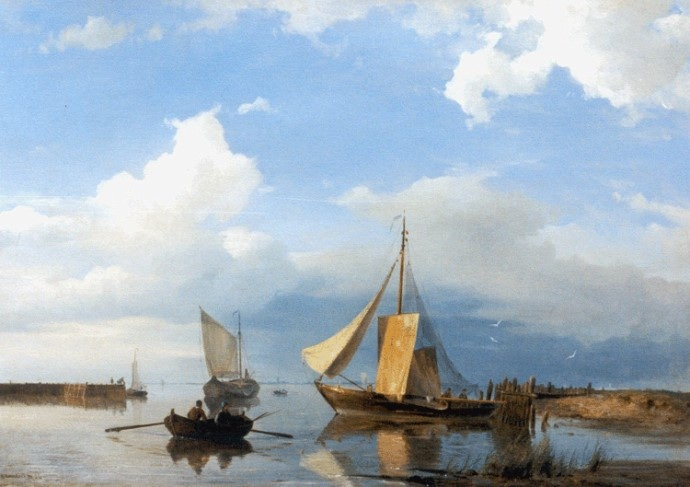
Schepen in een riviermonding bij kalm weer
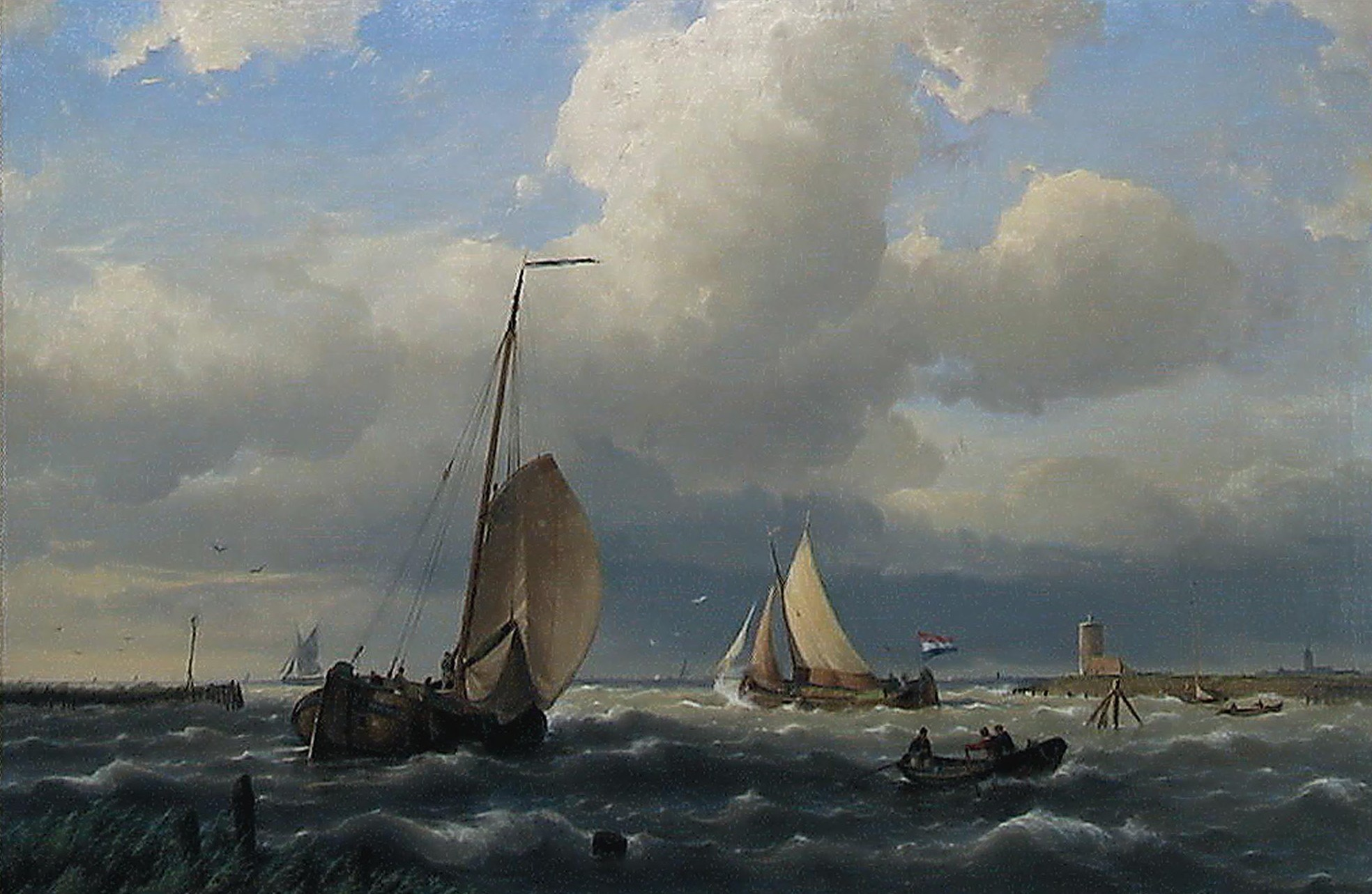
De Hendrik hijst de zeilen
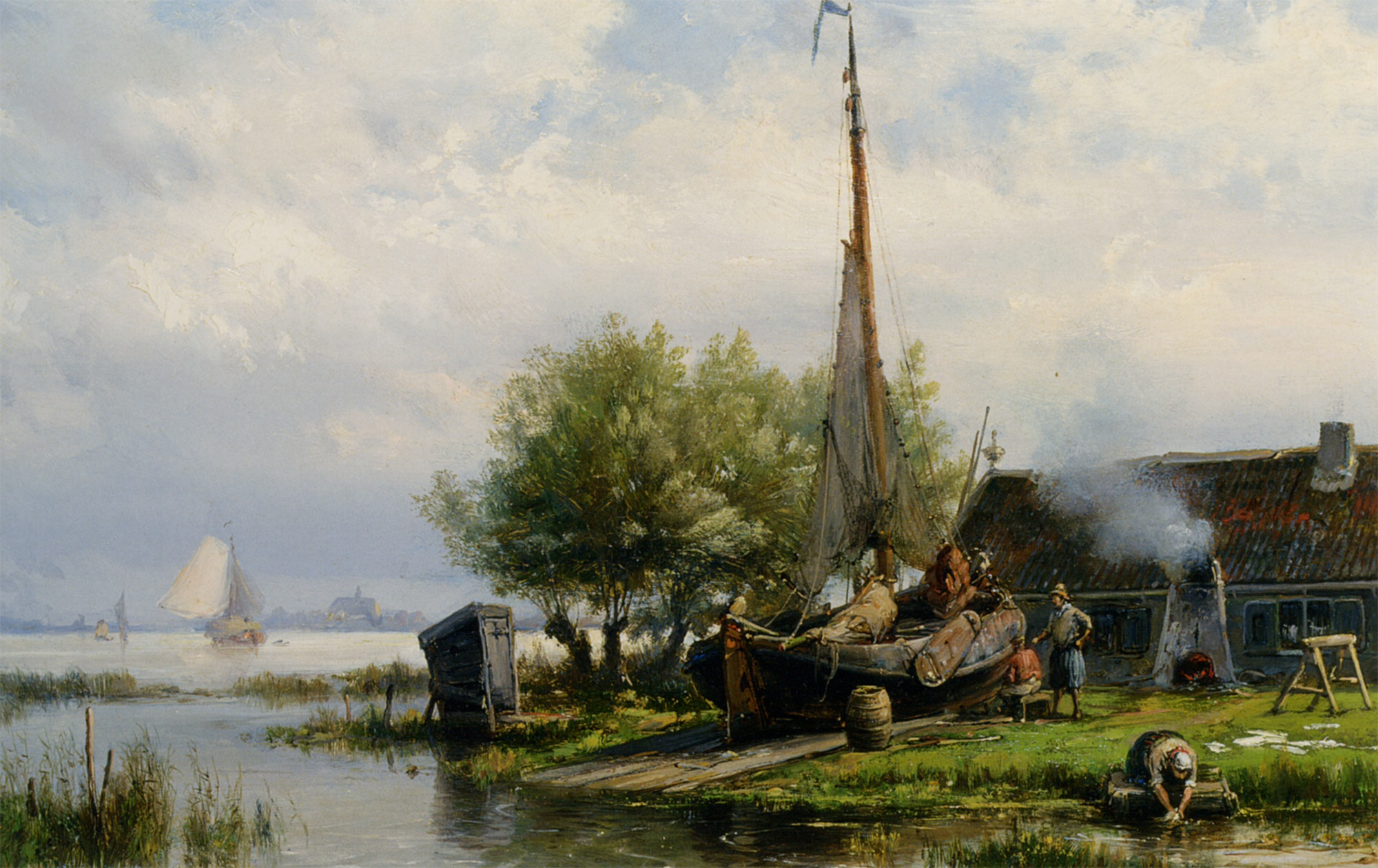
Figuren aan het werk op een werf
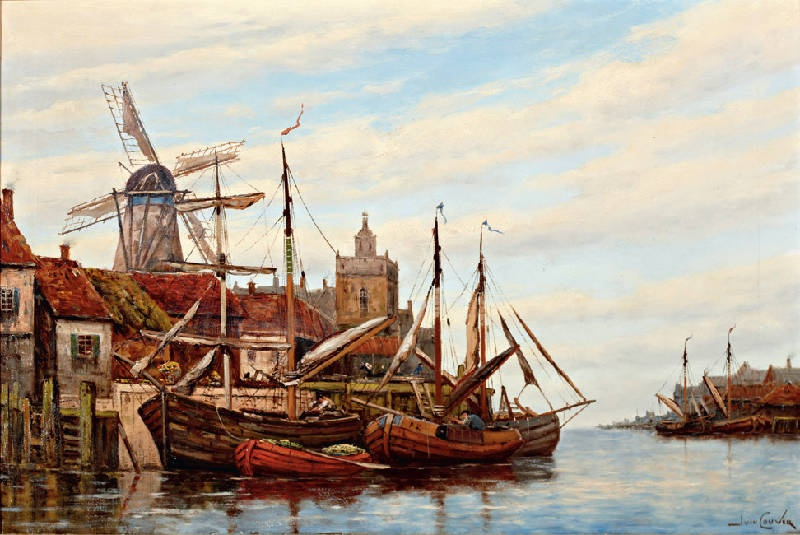
Eikendam
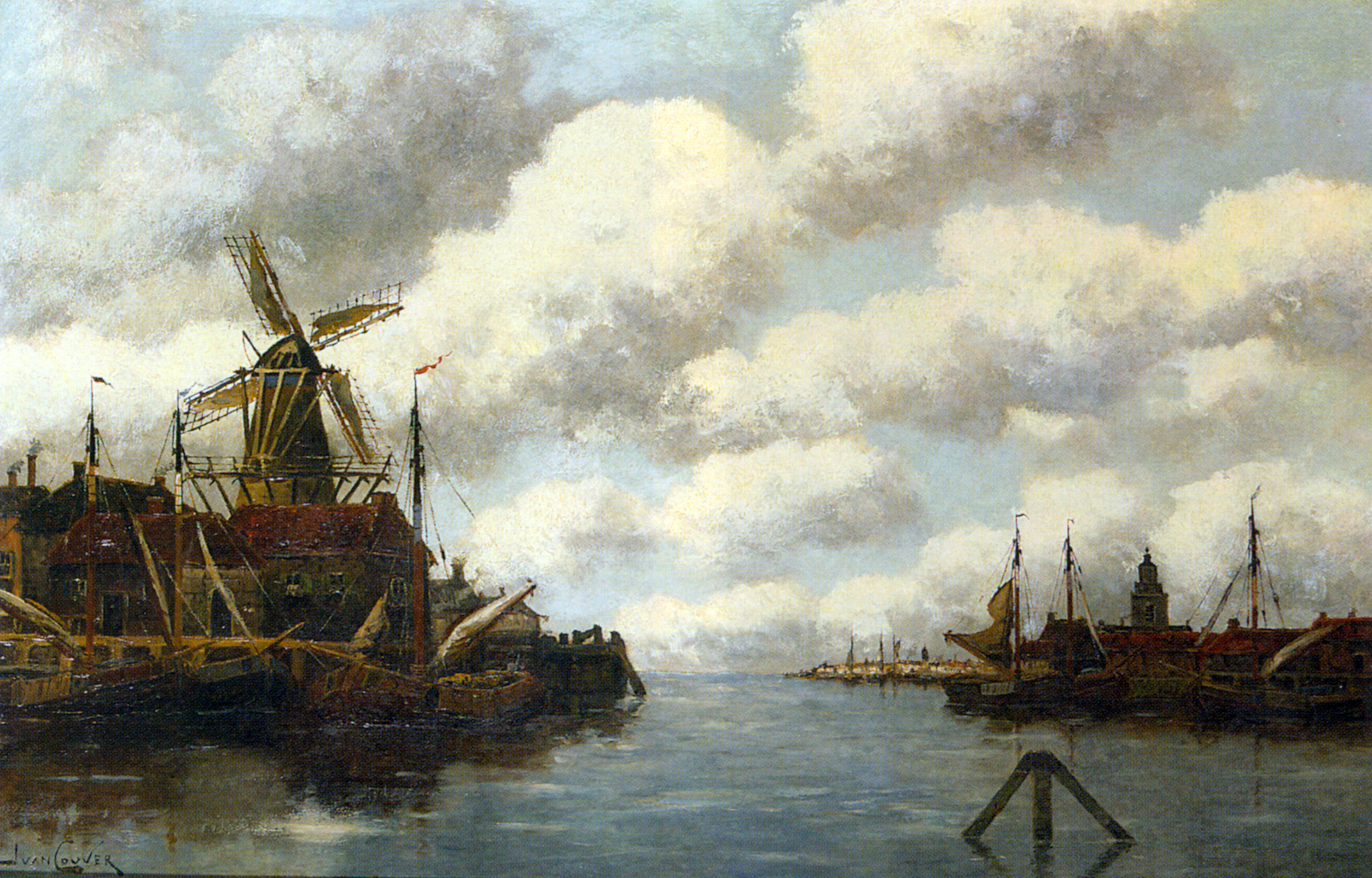
Haven met windmolen
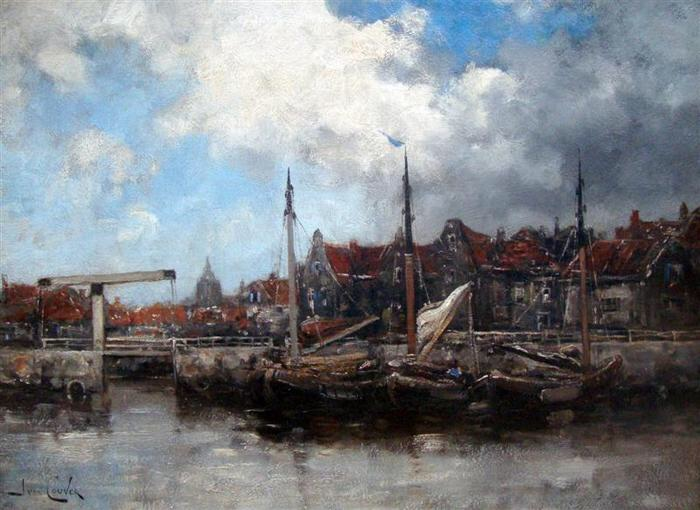
Havengezicht